# NGC 2054
NGC 2054 é um asterismo na direção da constelação de Orion. O objeto foi descoberto pelo astrônomo George Bond em 1850, usando um telescópio refrator com abertura de 4 polegadas. 